# Force de défense du Chinland

Drapeau de la Force de défense du Chinland.

La force de défense du Chinland (birman : ချင်းဒေသကာကွယ်ရေးတပ်ဖွဲ့ ; romanisé :  Chīn Deithạ Kakweyēi Tathpwẹ ; littéralement "Armée de défense de la région de Chin" ; en abrégé : CDF) est un groupe rebelle en Birmanie. Il est créé en réponse au coup d'État de 2021 en Birmanie pour protéger l'État Chin de la junte militaire. Les CDF affirment qu'elles n'attaquent pas les militaires sans motif et qu'elles émettent toujours un avertissement, par exemple en libérant les détenus et en s'abstenant de recourir à la violence contre les civils. Si l'armée ne répond pas, une guérilla ou une autre action s'ensuit. Ils promettent de rendre leurs armes et de se dissoudre si la révolution réussit. Les CDF sont membres du CJDC (Comité de défense conjoint du Chinland). Le Comité de défense conjoint du Chinland (CJDC) est formé pour servir les services de sécurité du peuple chin et les protéger de l'armée illégale de la Birmanie. L'effectif total du personnel actif sous le commandement du CJDC est estimé à environ 15 000 hommes. Entre août et octobre 2021, au moins 40 affrontements auraient eu lieu entre les troupes de la junte et les CDF dans diverses communes. Le CJDC affirme qu'au moins 1 029 soldats de la Tatmadaw sont tués dans les affrontements contre 58 de leurs membres en 2021.

## Histoire
À la suite du coup d'État de février 2021 en Birmanie, de nombreuses manifestations ont lieu contre la nouvelle junte militaire. Les opposants au coup d’État manifestent pacifiquement en frappant des casseroles et des poêles la nuit et en organisant des grèves en ligne et hors ligne. Le Conseil militaire répond durement en utilisant la violence pour réprimer les manifestations, arrêtant des citoyens et incendiant des maisons. Des milices civiles commencent à surgir dans tout le pays pour s'opposer au coup d'État et assurer la sécurité de leurs propres zones. Deux organisations ethniques armées opèrent dans l'État Chin : l'armée nationale Chin du front national Chin (en) et l'armée révolutionnaire Zomi (en). Cependant, les groupes ne peuvent pas atteindre et protéger correctement les cantons de l'État Chin, conduisant à la formation de la force de défense du Chinland le 4 avril 2021.

## Objectifs
Les objectifs déclarés de la force de défense du Chinland sont de protéger les civils de la junte militaire au pouvoir, d'abolir la Constitution birmane de 2008 (en), de mettre fin au régime militaire et d'établir une union fédérale.

## Armes
La force de défense du Chinland utilise des armes légères telles que les fusils de chasse M-16, AK (Kalachnikov), MA-1 (en) et Tu Mee,. Les importateurs internationaux apportent des fusils M-16 et AK-47 en Birmanie.